# François Mitterrand
François Maurice Adrien Marie Mitterrand, född 26 oktober 1916 i Jarnac i Charente i nuvarande Nouvelle-Aquitaine, död 8 januari 1996 i Paris, var en fransk politiker för socialistpartiet (Parti Socialiste). Han var Frankrikes president och furste av Andorra 1981–1995.

## Biografi
François Mitterrand var femte barnet i en syskonskara på åtta och växte upp i ett strikt katolskt och småborgerligt hem. Hans far drev en vinägerfabrik; familjen hade fina anor – på mödernet var Mitterrand avlägsen släkting till det engelska kungahuset.
Han studerade vid en klosterskola i hemtrakten, där han gick ut med klassens bästa betyg. Mitterrand studerade sedan juridik och politik i Paris med utmärkta studieresultat. När andra världskriget bröt ut sändes han till fronten som underofficer där han sårades och tillfångatogs av tyskarna. Han gjorde två flyktförsök som misslyckades, men vid tredje försöket lyckades han ta sig hem till sin familj.
Han slöt sig så till marskalk Philippe Pétain i Vichy, som samarbetade med tyskarna. Där blev han en mycket duglig tjänsteman och belönades med Vichyregimens finaste utmärkelse, la francisque. Efter ett par år insåg emellertid Mitterrand att Tyskland skulle förlora kriget, och tog kontakt med motståndsrörelsen. I november 1943 begav han sig till London och Charles de Gaulle och återvände sedan till Frankrike, där han – under täcknamnet ”Morland” – blev en av de mest aktiva och framstående motståndsmännen. När Paris befriades i augusti 1944 var han en av de första som hälsade de Gaulle välkommen till Frankrikes huvudstad.
Efter kriget satsade han först på en karriär som journalist och blev chefredaktör för en modetidning. Vid parlamentsvalen hösten 1946 beslöt han sig för att ställa upp som kandidat och invaldes i Frankrikes nationalförsamling. Som 30-åring blev han den yngste ministern i Frankrike på 100 år och kom sedan att ha olika ministerposter under elva olika regeringar åren 1947–1958. Han började som minister för krigsveteranerna och avancerade sedan till kolonialminister, då han kämpade för att de franska kolonierna skulle förbli franska.
Under Frankrikes krig i Algeriet var han inrikesminister och skrev då under 60 dödsdomar gällande algeriska motståndsmän vilka betraktades som terrorister. Den 14 maj 1958, i samband med den så kallade majkrisen, utsattes Mitterand för ett skottattentat när han färdades i bil genom Paris. Senare framkom att attentatet var iscensatt av Mitterand själv.
Han opponerade sig mot de Gaulles skapande av den Femte franska republiken och bildade ett motståndsparti i början på 1960-talet. Vid samma tid blev han borgmästare i Château-Chinon, en post som han behöll i 22 år. 1971 grundade han det franska socialistpartiet och blev dess ledare.

### Presidenttiden

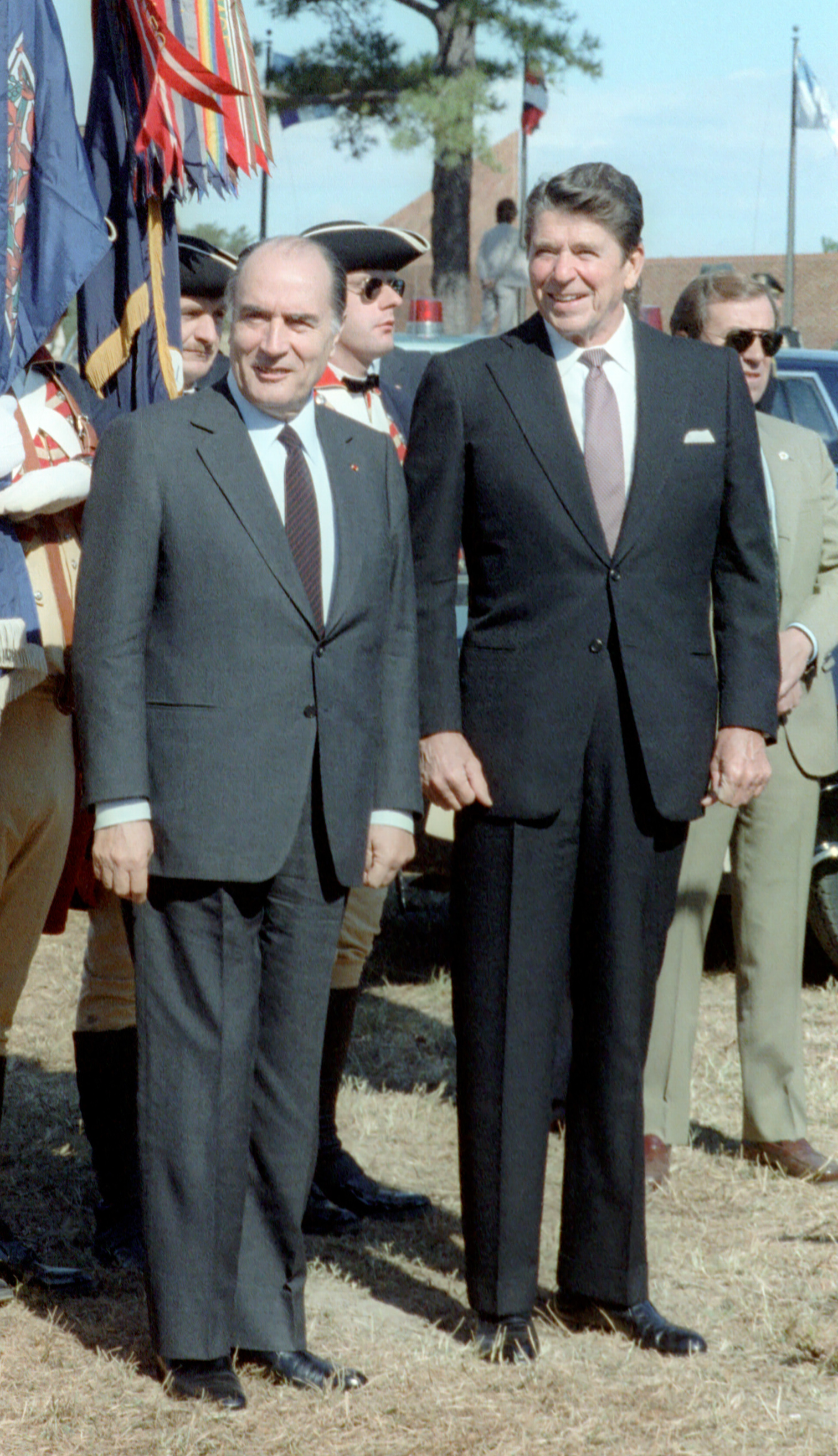
Mitterrand med USA:s president Ronald Reagan, 1981.

När Mitterrand och socialisterna vann makten i Frankrike år 1981 hade landet varit styrt av presidenter från högerpartier under hela den Femte republiken, det vill säga sedan 1958.
Som president från 1981 genomdrev Mitterrand många stora förändringar. Hans stora intresse var utrikespolitiken och utan hans pådrivande hade Europeiska unionen inte nått så långt som den gjorde. Mitterrand betraktade EU som ett fredsprojekt, där man för alltid skulle förhindra ett nytt krig i Europa. Mitterrand och den tyske förbundskanslern Helmut Kohl gick tillsammans in för ett franskt-tyskt försvars- och säkerhetsråd och ett närings- och finansråd samt en enhetlig europeisk utrikes- och säkerhetspolitik inom EG/EU. De båda var också drivande i skapandet av den inre marknaden och EU via 1992 års Maastrichtfördrag. De hade ett nära samarbete inom ramen för de fransk-tyska relationerna och de gjorde ett gemensamt besök vid slagfälten i Verdun 1984, vilket var en milstolpe och hade ett stort symbolvärde.
Mitterrand lät avskaffa dödsstraffet i Frankrike 1981, humaniserade den franska lagstiftningen och tillät privata radio- och tv-stationer.
Vid parlamentsvalen i maj 1986 blev han den förste presidenten någonsin att förlora majoriteten och tvingades samarbeta med högerns premiärminister, Jacques Chirac. Mitterrands popularitet stärktes dock på nytt och han besegrade Chirac i presidentvalet i maj 1988, vilket säkrade hans position som president för ytterligare en period.
Mitterrand var en mycket beläst och djupt kulturellt intresserad man, bland annat var han mycket kunnig i konst och arkitektur. Han försökte ”förnya” Paris och den modernistiska förstaden La Défense är ett av hans projekt.
När Mitterrand avgick 1995 efter sin andra presidentperiod, var han redan svårt märkt av prostatacancer. Han avled i januari 1996 och hyllades då – även av sina största motståndare – som en byggare av ett nytt Europa samt för sin kraft och starka vilja.

### Privatliv
Mitterrands brorson Frédéric Mitterrand var 2009-2012 kulturminister i Nicolas Sarkozys högerregering. Mitterrand var sedan 1944 gift med Danielle Gouze (1924–2011), som han träffade under sin tid i motståndsrörelsen mot nazisterna, och de fick tre söner, varav en dog som spädbarn. Under många år höll han sig också med en officiell älskarinna, en kvinna vid namn Anne Pingeot, och med henne fick han dottern Mazarine, född 18 december 1974. Vid hans begravning stod hans änka Danielle och deras två vuxna söner sida vid sida med älskarinnan och deras dotter. Älskarinnan, Anne Pingeot, född 1943, är chefskonservator vid Musée d'Orsay i Paris. Dottern Mazarine är professor i filosofi och författare. Änkan Danielle Mitterrand avled den 22 november 2011. Mitterrand hade även en son, Hravn Forsne, född 1988, med den svenska journalisten Chris Forsne. Hravn Forsne är idag aktiv inom Moderaterna.